# 張九章
張九章（?—?），山西省平定直隸州人，清朝政治人物、同進士出身。
光緒九年（1883年），参加癸未科殿試，登進士三甲41名。同年五月，著以主事分部学习。